# Пассарге, Зигфрид
Отто Карл Зигфрид Пассарге (нем. Otto Karl Siegfried Passarge; 26 февраля 1867, Кёнигсберг, Восточная Пруссия (ныне Калининград) — 26 июля 1958, Бремен) — немецкий географ, ботаник, коллекционер, путешественник, педагог. Профессор высших учебных заведений в Бреславле (с 1905) и Гамбурге (1908—1935). Член Баварской академии наук.

## Биография
Родился в семье писателя и путешественника Людвига Пассарге.
Изучал медицину и географию в университетах Берлина и Йены. Некоторое время работал военным врачом.
В 1894 году отправился в Камерун, район Адамава.
Проводил исследования в Экваториальной, Южной и Северной Африке, северных районах Южной Америки. Основоположник немецкого ландшафтоведения, которое он считал самостоятельной научной дисциплиной. Рассматривал географический ландшафт как природное единство, исследовал вопросы классификации естественных ландшафтов и соотношения их с культурными ландшафтами.
Его теории расовой географии 1920-х получили поддержку нацистов.